# 42 cm Haubitze M. 14/16
A 42 cm L/15 Küstenhaubitze M. 14 (42 cm, 15 kaliber, Nehéz Ostromtarack 14) nehéz partvédelmi és ostromtarack, amelyet az Osztrák–Magyar Monarchia az első világháborúban,  Németország pedig a második világháborúban használt.
A fegyvert és lövedékét úgy tervezték, hogy áthatoljon a modern dreadnoughtok gyengén páncélozott fedélzetén, összhangban a korszak uralkodó partvédelmi doktrínájával, amely szerint a leghatásosabb a hajótest leggyengébb pontjait magas röppályájú közvetett tűzzel támadni, mint az erősen páncélozott oldalukat rendkívül drága és nehéz lapos röppályájú lövegekkel. A partvédő lövegeknek ugyanolyan jól páncélozottnak vagy védettnek kellett lennie, mint  lehetséges célpontjainak, hogy ellenálljanak a csatahajók ellentüzének. A tarackok és mozsarak lényegesen olcsóbbak voltak, mint a hasonló űrméretű hosszú csövű haditengerészeti lövegek, és a magas szögcsoporttal való tüzelés lehetővé tette, hogy a fegyvert  el lehessen rejteni a domborzat mögé, így elkerülhették a páncélozás költségeit. 
Két tarackot vásároltak az Adriai-tenger melletti Pólában, Fort Gomillában található fő osztrák–magyar haditengerészeti támaszpont védelmére. Egy páncélozott kupolával rendelkező forgózsámolyos talplemezre akarták felszerelni őket, amely teljes 360°-os szögben képes biztosítani a körkörös tüzelést. A talplemez egy görgős csapágyazású gyűrűn nyugodott, beton alapba fektetve. A háború kitörése után gyorsan nyilvánvalóvá vált, hogy Polát nem fenyegeti tengeri támadás veszélye, így az OKW úgy döntött, hogy a lövegeket a hadsereg támogatására fogja felhasználni. Az első tarackot még beépítették a tüzelőállásba, de a többit a Skoda 1915 januárjára mobil használatra átalakította. Ugyanezen hónap 14-én a Küstenhaubitze Batterie-hez (parti tarack osztály) rendelt 2-es tarack az osztrák-lengyelországi Tarnów vasútállomásán adta le első lövését, ezt követően Krakkóban, majd a szerb fronton, majd Modlin mellett. Ezt a fegyvert az 1916. májusi offenzívában használták a  Gudrun 38 cm-es M.16 ostromtarackkal együtt, Calliano mellett. 
Ugyanebben az időben egy másik löveg Malga Larghettóban állomásozott Monte Rovertől délre, és a második 38 cm-es M.16-os ostromtarackkal (Barbara) támogatta a Forte Monte Verena lövésében.
Ezeknek a tarackoknak a bevetése rendkívül nehézkes volt, mivel állandó telepítésű partvédelmi lövegeknek készültek. A csövek és lövegtalpak páncélozott acéltornyokban helyezkedtek el, amelyek felül nyitottak, és technikai okok miatt kezdetben nem is tudták elhagyni ezt a telepítési módot. Az összeszereléshez nagy, mozgatható portáldaru kellett, valamint a daru mozgásához szükséges sínek. 
Az M 14 típusból összesen nyolc darab (1-8. sz.) és egy tartalék cső készült.
A háború végén összesen nyolc löveg állt szolgálatban: egy M 14-es Gomila tengerparti erődjében, két M 14-es, négy M 16-os és egy M 17-es a különböző frontszakaszokon.
Legalább egy fegyvert az olasz hadsereg leszerelt a háború befejezése után, és Rómában kiállították.
A világháború után legalább öt ilyen löveg Csehszlovákiába került.
Az egyik löveget 1940-ben Németország használta az Ouvrage-Schoenenbourg lövésére Oberotterbach közelében. A német ostromtüzérség részére tervezett 60 és 80 cm-es, később a Harmadik Birodalom által használt fegyverek nem készültek el időben az 1940-es francia hadjáratra, így az első világháborúból megmaradt nehéz tarackokat, köztük ezt a löveget vették használatba, hogy a Maginot-vonal erődítményei ellen bevethessék. A löveg Csehszlovákia 1938–39-es annektálása után került német birtokba, és a 42 cm-es houfnice vz17-ről átnevezték 42 cm Haubitze(t)-re. A tarackot Leningrádban és Szevasztopolban is bevetették, annak ellenére, hogy a cső élettartamát mindössze 1000 lövésre becsülték.
A típus egy másik példányát, egy M16-os modellt Magyarországon, az 1919-es magyar–román háborúban fogtak el Győrben a román csapatok, a 38 cm-es Belagerungshaubitze M 16 no 2 "Gudrun"-val együtt. A  két löveg a bukaresti Nemzeti Katonai Múzeumban van kiállítva.

## Fordítás
Ez a szócikk részben vagy egészben  a(z)   42 cm Haubitze M. 14/16 című angol Wikipédia-szócikk ezen változatának fordításán alapul.  Az eredeti cikk szerkesztőit annak laptörténete sorolja fel. Ez a jelzés csupán a megfogalmazás eredetét és a szerzői jogokat jelzi, nem szolgál a cikkben szereplő információk forrásmegjelöléseként.